# Trifosfenă
Trifosfena e un compus anorganic, o hidrură a fosforului trivalent cu o legătură dublă P-P. 
Are formula brută P3H3. Este similar compusului triazenă.